# Площадь Побед
Площадь Побед (фр. Place des Victoires) — небольшая площадь в Париже, расположена между I и II округами. Одно из пяти исторических мест, посвящённых королям Людовику XIII, Людовику XIV и Людовику XV, наряду с площадью Вогезов, площадью Дофина, Вандомской площадью и площадью Согласия.
Инициатором её создания был маршал де Ла Фейяд, который после заключения Нимвегенского мира в 1679 году выкупил участок земли и снёс окружающие дома, поручив архитектору Ж. Ардуэн-Мансару устроить площадь с конной статуей короля Людовика XIV в центре. Этот шаг был призван увековечить память о победах Франции во время Голландской войны 1672—1678 годов.
Площадь представляет собой в плане круг диаметром около 80 м. Однако примерно пятая часть круга срезана дугой, в середине которой заканчивалась улица де Фоссес-Монмартр, ныне улица д’Абукир. Все шесть улиц, выходящие на площадь, ведут к статуе короля, созданной по модели скульптора Мартена Дежардена, торжественно открытой 28 марта 1686 года. Архитектор Мансар спроектировал унифицированные фасады частных домов (отелей), выходящих на площадь. Они оформлены пилястрами большого ордера, объединяющими два верхних этажа, которые увенчаны покатыми шиферными «мансардными крышами», перемежаемыми слуховыми окнами. Первые этажи с рустовкой оформлены аркадами.
Оригинальная статуя из позолоченной бронзы представляла Людовика XIV в полный рост в коронационном одеянии, венчаемого аллегорической фигурой Славы, попирающем ногой цербера, олицетворяющего поверженных врагов Франции. Вокруг высокого квадратного постамента располагались четыре бронзовые фигуры, каждая из которых аллегорически представляла побеждённых королём армий: Англии, Голландии, Швеции, Священной Римской империи и четыре эмоции: Покорность, Уныние, Гнев и Надежда (1682–1685), а также барельефы и дифирамбические надписи, посвящённые воинской славе короля после подписания Нимвегенского мирного договора.
Четыре фонаря, расположенные по сторонам площади, горели днём и ночью, освещая статую. В период Французской революции, в 1792 году статуя короля была уничтожена, её переплавили для производства пушек.
В 1793 году площадь была переименована в площадь Национальных Побед (Place des Victoires-Nationaux), а на месте разрушенной статуи была возведена деревянная пирамида с именами горожан, погибших 10 августа 1792 года. В 1810 году, во времена правления Наполеона I, пирамиду заменила обнажённая статуя генерала Луи Дезе. Однако после отречения Бонапарта статуя была снята, а её металл был использован для создания новой статуи короля Генриха IV на мосту Пон-Нёф.
В 1828 году новый король Карл X заказал ныне существующую конную статую Людовик XIV, которая была создана Франсуа Жозефом Бозио, как принято считать, по образцу знаменитого Медного всадника, монумента Петру Великому в Санкт-Петербурге. Людовик XIV в образе римского императора восседает на коне, поднявшемся на дыбы. Двенадцатиметровый памятник окружает железная ограда.
- План площади
- Статуя короля. Проект М. Дежардена
- Площадь Побед
- Отель Шарлемань